# Tesauro de Roget
El Tesauro de Roget es un tesauro en idioma inglés ampliamente utilizado, creado en 1805 por Peter Mark Roget (1779–1869), médico, teólogo natural y lexicógrafo británico.

## Historia
El Tesauro de Roget ue lanzado al público el 29 de abril de 1852. Roget se inspiró en las enseñanzas utilitaristas de Jeremy Bentham y quiso ayudar a "quienes se esfuerzan dolorosamente por encontrar su camino y luchan con las dificultades de la composición… esta obra trata de tender una mano amiga".  El Museo Biblioteca de Karpeles alberga el manuscrito original en su colección.
El esquema de clases y sus subdivisiones de Roget se basa en el trabajo filosófico de Leibniz (véase Leibniz § Pensamiento simbólico), sigue una larga tradición de trabajo epistemológico que comienza con Aristóteles. Algunas de las categorías de Aristóteles están incluidas en la primera clase de Roget, "relaciones abstractas".

## Contenido
Roget describió su diccionario de sinónimos en el prólogo de la primera edición:
 

Hace ya casi cincuenta años desde que concebí por primera vez un sistema de clasificación verbal similar al que se basa la presente obra. Pensando que una recopilación de este tipo podría ayudarme a suplir mis propias deficiencias, en el año 1805 había completado un catálogo clasificado de palabras a pequeña escala, pero basado en el mismo principio y casi en la misma forma que el Tesauro que ahora se publica.

El Tesauro de Roget se compone de seis clases principales.  Cada clase se compone de múltiples divisiones y luego secciones. Esto puede conceptualizarse como un árbol que contiene más de mil ramas para "grupos de significados" individuales o palabras vinculadas semánticamente. 
Aunque estas palabras no son estrictamente sinónimos, pueden verse como colores o connotaciones de un significado, o como un espectro de un concepto. Se elige una de las palabras más generales para caracterizar el espectro como su palabra principal, que etiqueta a todo el grupo.

## Ediciones
La edición original tenía 15.000 palabras y cada edición sucesiva ha sido más extensa. La edición más reciente (la octava) contiene 443.000 palabras. El libro se actualiza periódicamente y cada edición se considera un referente en términos contemporáneos, pero cada edición se mantiene fiel a las clasificaciones originales establecidas por Roget.
El nombre "Roget" es una marca registrada en algunas partes del mundo, como en el Reino Unido. Por sí solo, no está protegido en los Estados Unidos, donde el uso del nombre "Roget" en el título de un tesauro no indica necesariamente ninguna relación directa con Roget; ha llegado a ser visto como un nombre de tesauro genérico. [8]